# SLM He 2/2
SLM He 2/2 sind elektrische Lokomotiven mit Zahnradantrieb, die von der Schweizerischen Lokomotiv- und Maschinenfabrik (SLM) gebaut und mit Drehstrom- oder Gleichstrom-Ausrüstungen verschiedener Hersteller wie Alioth, BBC, CIE, MFO und Rieter versehen wurden. He 2/2 wurden von 1898 bis 1957 in den Spurweiten 800, 1000 und 1435 mm hergestellt. Sie weisen keinen Adhäsionsantrieb auf, können sich also nur in einem mit Zahnstange versehenen Gleis fortbewegen.

## Hergestellte Lokomotiven
| Fabr.-Nr.         | Baujahr | Elektrik | Stromart    | Gesellschaft   | erste Betriebsnummer | Spurweite | Zahnradsystem    | Bemerkung                                                                                    |
| ----------------- | ------- | -------- | ----------- | -------------- | -------------------- | --------- | ---------------- | -------------------------------------------------------------------------------------------- |
| 1065 – 1067       | 1898    | BBC      | Drehstrom   | GGB            | 1 – 3                | 1000 mm   | Abt              | Nr. 2 Denkmal in Stalden                                                                     |
| 1079              | 1897    | BBC      | Drehstrom   | JB             | 1                    | 1000 mm   | Strub            | heute im Verkehrshaus der Schweiz                                                            |
| 1182              | 1898    | BBC      | Drehstrom   | JB             | 2                    | 1000 mm   | Strub            |                                                                                              |
| 1195 – 1196       | 1899    | CIE      | Gleichstrom | BVB            | 1 – 2                | 1000 mm   | Abt              | Nr. 2 seit 2011 bei Museumsbahn Blonay–Chamby                                                |
| 1207 – 1208       | 1900    | MFO      | Drehstrom   | JB             | 3 - 4                | 1000 mm   | Strub            |                                                                                              |
| 1288 – 1290       | 1900    | CIE      | Gleichstrom | AL             | 1 – 3                | 1000 mm   | Abt              |                                                                                              |
| 1372 ff.          | 1902    | UEG Wien | Gleichstrom | Triest-Opicina | 1-3                  | 1000 mm   | Strub            | Nr. 3 Baulokomotive der Zahnradstrecke der Rittnerbahn Loks 1928 durch Standseilbahn ersetzt |
| 1407              | 1902    | MFO      | Drehstrom   | JB             | 5                    | 1000 mm   | Strub            |                                                                                              |
| 1437              | 1902    | BBC      | Drehstrom   | GGB            | 4                    | 1000 mm   | Abt              |                                                                                              |
| 1516              | 1903    | CIE      | Gleichstrom | BVB            | 3                    | 1000 mm   | Abt              |                                                                                              |
| 1533              | 1903    | BBC      | Drehstrom   | JB             | 6                    | 1000 mm   | Strub            | jetzt im Zahnradbahnmuseum Kořenov                                                           |
| 1612 – 1614       | 1905    | Rieter   | Drehstrom   | BrMB           | 1 – 3                | 1000 mm   | Strub            |                                                                                              |
| 1714              | 1906    | CIE      | Gleichstrom | BVB            | 4                    | 1000 mm   | Abt              |                                                                                              |
| 1896              | 1908    | MFO      | Drehstrom   | JB             | 7                    | 1000 mm   | Strub            |                                                                                              |
| 1948, 1953–1955   | 1908    | Alioth   | Gleichstrom | WAB            | 51 – 54              | 800 mm    | Riggenbach-Pauli |                                                                                              |
| 2008              | 1909    | CIE      | Gleichstrom | AL             | 4                    | 1000 mm   | Abt              |                                                                                              |
| 2086 – 2089       | 1910    | Alioth   | Gleichstrom | WAB            | 55 – 58              | 800 mm    | Riggenbach-Pauli | Verkauft an BOB für SPB                                                                      |
| 2169 – 2170       | 1911    | Alioth   | Gleichstrom | WAB            | 59 – 60              | 800 mm    | Riggenbach-Pauli | Verkauft an BOB für SPB                                                                      |
| 2186              | 1911    | MFO      | Gleichstrom | BVB            | 11                   | 1000 mm   | Abt              |                                                                                              |
| 2147 – 2148, 2321 | 1911    | MFO      | Gleichstrom | CEV            | 1 – 3                | 1000 mm   | Strub            | ursprünglich HGe 2/2, 1950/51 umgebaut                                                       |
| 2227 – 2229       | 1912    | BBC      | Drehstrom   | JB             | 8 – 10               | 1000 mm   | Strub            | ursprünglich HGe 2/2, 1950–52 umgebaut                                                       |
| 2233 – 2235       | 1912    | BBC      | Drehstrom   | CFHMP          | 1 – 3                | 1000 mm   | Strub            |                                                                                              |
| 2236 – 2238       | 1912    | Alioth   | Gleichstrom | WAB            | 61 – 63              | 800 mm    | Riggenbach-Pauli | Verkauft an BOB für SPB                                                                      |
| 2346 – 2349       | 1913    | BBC      | Gleichstrom | SPB            | 11 – 14              | 800 mm    | Riggenbach-Pauli |                                                                                              |
| 2404              | 1913    | MFO      | Gleichstrom | AL             | 11                   | 1000 mm   | Abt              |                                                                                              |
| 2414              | 1913    | MFO      | Gleichstrom | BGVC           | 12                   | 1000 mm   | Abt              |                                                                                              |
| 2428 – 2430       | 1914    | BBC      | Drehstrom   | VFDM           | 1 – 3                | 1000 mm   | Strub            |                                                                                              |
| 2431              | 1914    | BBC      | Drehstrom   | CFHMP          | 4                    | 1000 mm   | Strub            |                                                                                              |
| 2432              | 1914    | BBC      | Drehstrom   | JB             | 11                   | 1000 mm   | Strub            | ursprünglich HGe 2/2, 1950–52 umgebaut                                                       |
| 2516              | 1915    | MFO      | Gleichstrom | AL             | 12                   | 1000 mm   | Abt              |                                                                                              |
| 3135              | 1926    | BBC      | Gleichstrom | WAB            | 64                   | 800 mm    | Riggenbach-Pauli |                                                                                              |
| 3363              | 1929    | MFO      | Gleichstrom | WAB            | 65                   | 800 mm    | Riggenbach-Pauli |                                                                                              |
| 3364              | 1929    | BBC      | Drehstrom   | JB             | 12                   | 1000 mm   | Strub            | ursprünglich HGe 2/2, 1950–52 umgebaut                                                       |
| 3409              | 1930    | BBC      | Drehstrom   | GGB            | 5                    | 1000 mm   | Abt              |                                                                                              |
| 3698              | 1938    | BBC      | Gleichstrom | VRB            | 18                   | 1435 mm   | Riggenbach       |                                                                                              |
| 4222 – 4224       | 1957    | MFO      | Gleichstrom | LO             | 121 – 123            | 1435 mm   | Riggenbach       |                                                                                              |

### Bergbahn Luchon–Superbagnères

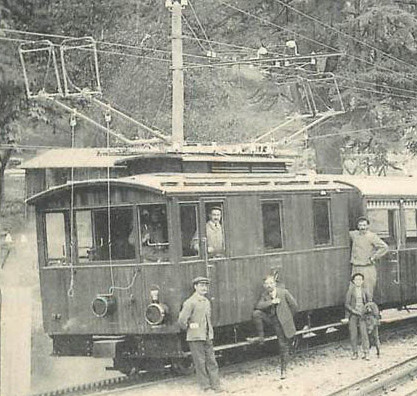
Bergbahn Luchon–Superbagnères

Die Bergbahn Luchon–Superbagnères wurde mit Drehstrom von 3 kV und 50 Hz mit zweipoliger Fahrleitung betrieben. Die vier Lokomotiven mit elektrischer Ausrüstung von BBC hatten je zwei 160 PS-Schleifringläufermotoren. Die Regelung der Drehzahl erfolgte über in den Rotorkreis geschaltete Widerstände. Für die Talfahrt stand eine Nutzbremse zur Verfügung. Zwei unabhängig voneinander arbeitende kombinierte Band- und Klotzbremsen wirkten auf die Triebzahnräder, eine weitere Bandbremse wirkte auf die Bremsscheiben auf den Motorwellen. Letztere wurde bei 20 % Übergeschwindigkeit automatisch ausgelöst. Die Lokomotiven wurden zusammen mit zwei Vorstellwagen eingesetzt und erreichten bei der Bergfahrt eine Geschwindigkeit von 7,8 km/h.
Eine weitere Lok wurde 1938 als Nummer 5 von der Chemin de Fer de la Rhune übernommen.

### Brunnen-Morschach-Bahn
Die Lokomotiven der Brunnen-Morschach-Bahn (BrMB) waren nach dem Vorbild der Jungfraubahn ausgeführt. Sie wiesen allerdings nur ein Triebzahnrad in der Fahrzeugmitte und ein Bremszahnrad auf der talseitigen Achse auf. Die He 2/2 1 – 3 waren denn auch etwas kleiner als die Maschinen der Jungfraubahn, erhielten aber später die gleichen Verbesserungen wie diese. Die Lokomotiven hatten zwei Drehstrom-Asynchronmotoren mit einer Dauerleistung von je 85 PS, die auf eine Blindwelle wirkten. Die Kraftübertragung auf das Triebzahnrad, das einen Durchmesser von 700 mm hatte, erfolgte über eine doppelte Zahnradübersetzung. Erreicht wurde eine Fahrgeschwindigkeit von 9 km/h. Die Lokomotiven hatten eine Länge von 3910 mm und das Dienstgewicht betrug 10,5 t. Sie blieben bis zur Einstellung der Bahn am 28. Februar 1969 im Einsatz und wurden anschließend verschrottet.

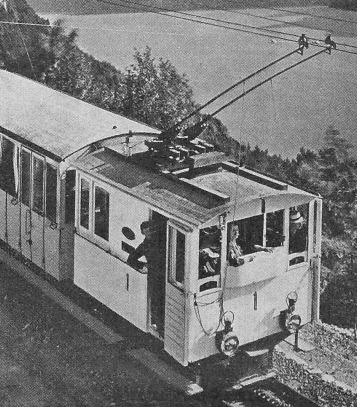
Lokomotive Nr. 1
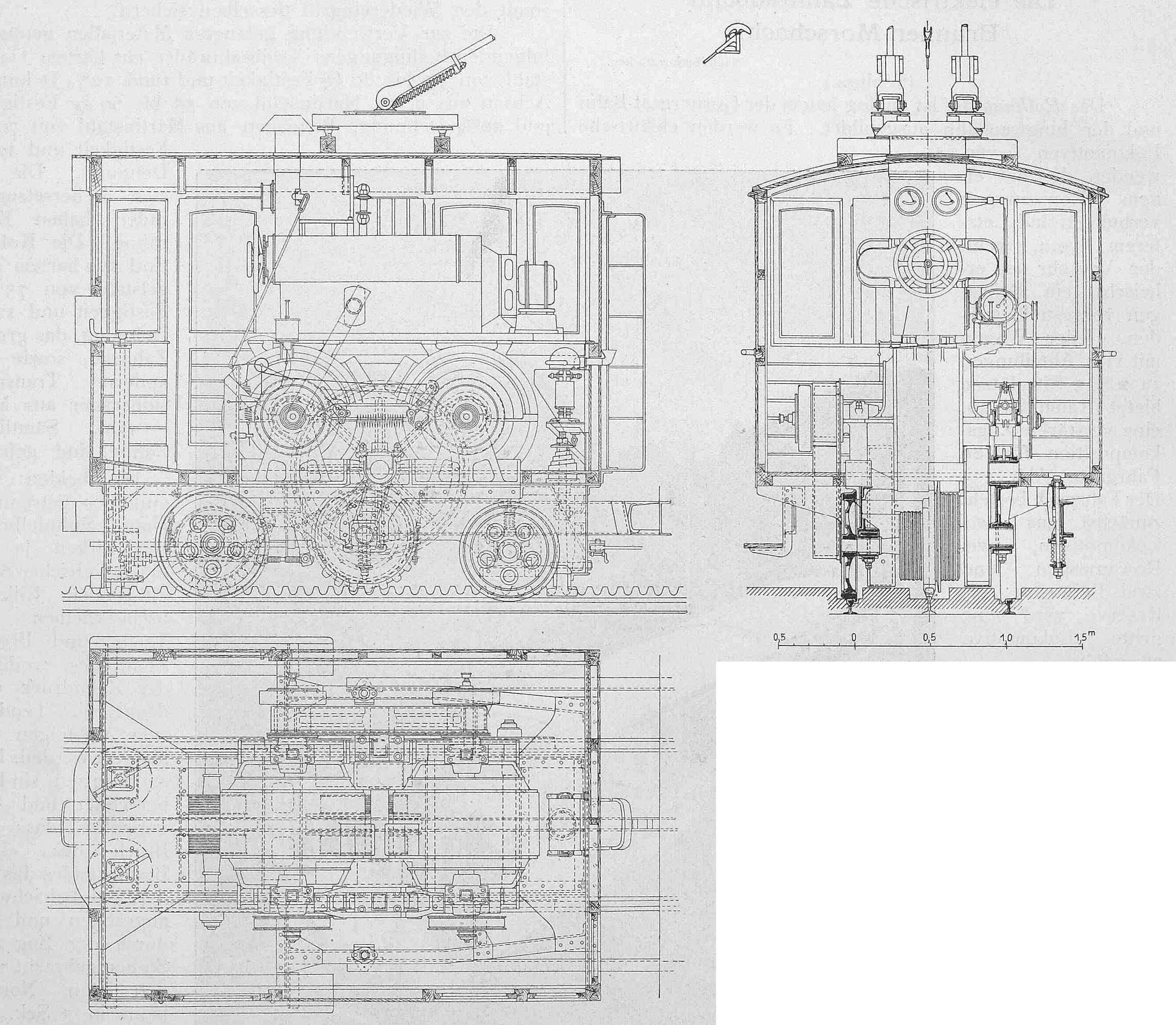
Zeichnung
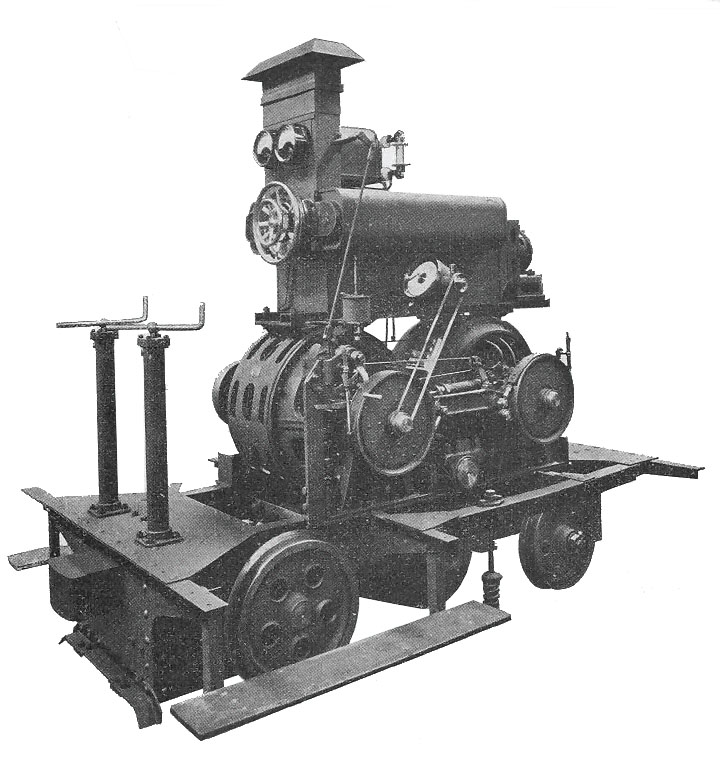
Innenleben einer Lokomotive

### Bex-Villars-Bretaye-Bahn

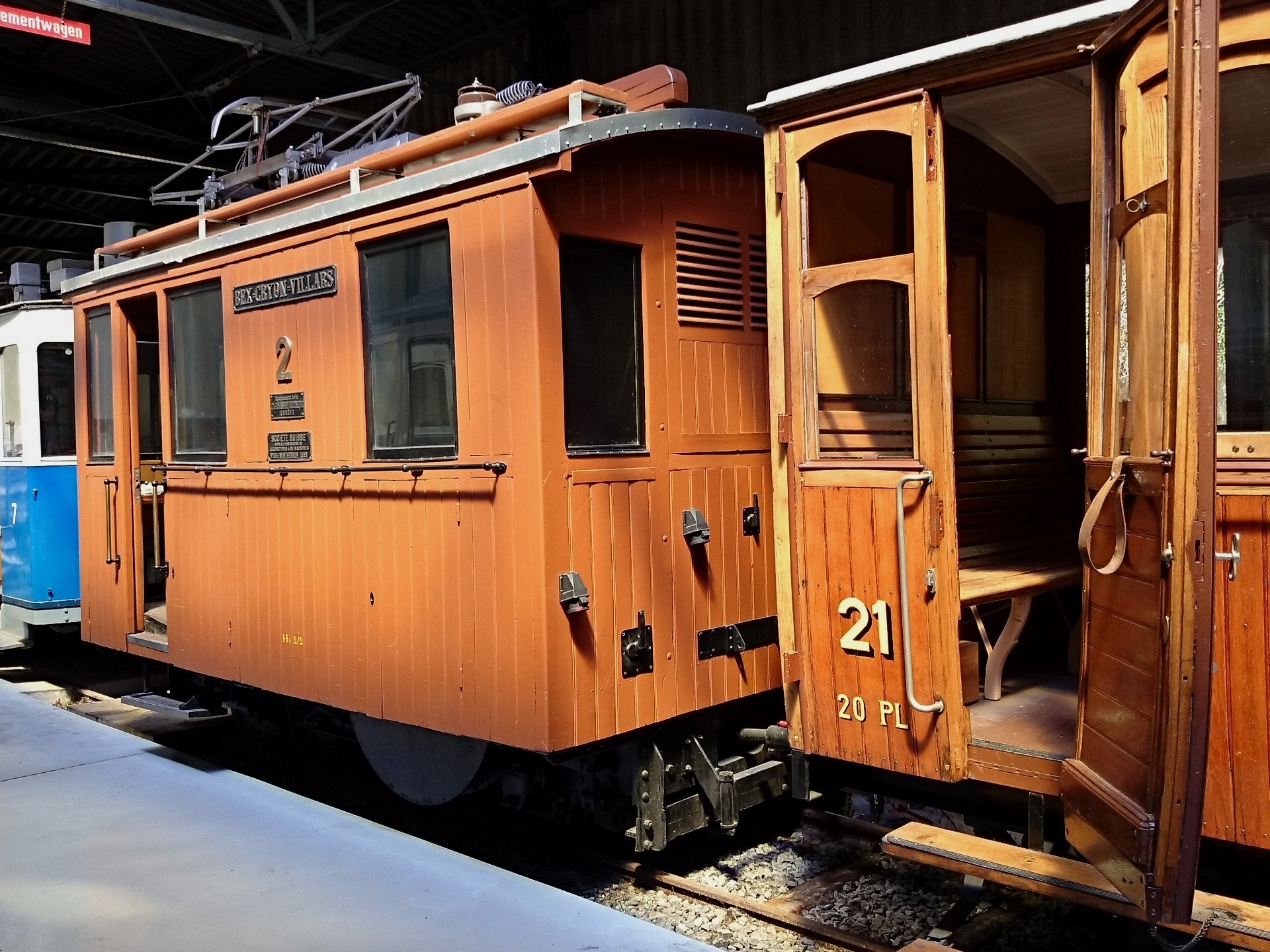
Bex–Villars–Bretaye-Bahn He 2/2 2 bei der Museumsbahn Blonay–Chamby in der Westschweiz

Die Lokomotiven der Bex-Villars-Bretaye-Bahn (BVB) mit den Nummern 1 – 4 waren 5,11 Meter lang und wogen 14,8 Tonnen. Sie hatten eine Höchstgeschwindigkeit von 10 km/h bei einer Leistung von 162 kW. Die für die Martigny-Châtelard-Bahn (MC) gebauten HGe 2/2 2 und 3 wurden 1930 gekauft, wobei gleichzeitig der Adhäsionsantrieb ausgebaut wurde. Die Nr. 2 wurde als VB He 2/2 1 und später als BVB He 2/2 4II geführt, die Nr. 3 wurde zur VB He 2/2 2.

### Zahnradbahn Triest-Opicina
Auf der ca. 800 m langen Steilstrecke der meterspurigen Straßenbahnlinie von Triest in den Vorort Opicina (auf dem Karstplateau gelegen) wurden die Straßenbahnwagen von drei Zahnradlokomotiven System Strub geschoben. Sie wurden unter der Fabriksnummern 1372 ff. 1902 und 1903 von SLM gebaut, die elektrische Ausrüstung stammte von der Österreichischen Union-Elektrizitätsgesellschaft in Wien. Zwei sechspolige, je 200 PS starke Gleichstrommotore für 500 V Spannung arbeiteten über ein gemeinsames Vorgelege auf ein Antriebszahnrad. Die Höchstgeschwindigkeit betrug 7,5 km/h. Lok Nr. 3 half später als Baulokomotive beim Bau der Zahnradstrecke der Rittnerbahn. Vom Aussehen glichen die drei Maschinen weitgehend den Lokomotiven der Brunnen-Morschach- und Bex-Villars-Bretaye-Bahn. 1928 wurde der Zahnstangenabschnitt durch eine Standseilbahn ersetzt, die drei Lokomotiven vermutlich verschrottet.

Werkfoto des Fahrgestells einer der drei Triestiner Lokomotiven. Zwei sechspolige Gleichstrom-Motore der UEG zu je 200 PS.

### Chemins de fer électriques Veveysans
1911 wurde die Zahnradbahn von Blonay hinauf nach Les Pléiades eröffnet, die zunächst als reine Zahnradbahn nur zwischen Blonay und Les Pléiades verkehrte. Für sie baute die Schweizerische Industrie-Gesellschaft (SIG) zusammen mit der Schweizerischen Lokomotiv- und Maschinenfabrik (SLM) und der MFO drei Lokomotiven des Typs He 2/2, die die Betriebsnummern 1 – 3 führten. Sie waren 5,52 Meter lang, wogen 17,4 Tonnen und leisteten 390 kW. Die Höchstgeschwindigkeit betrug 20 km/h.

### Chemin de Fer de la Rhune
Die Inbetriebsetzung der 1914 gelieferten Lokomotiven erfolgte erst 1924. Die Lokomotive Nr. 3 kam 1938 zur Bergbahn Luchon–Superbagnères und wurde dort Nummer 5. Sie wurden mit Drehstrom von 3 kV und 50 Hz mit zweipoliger Oberleitung betrieben.

### Gornergratbahn

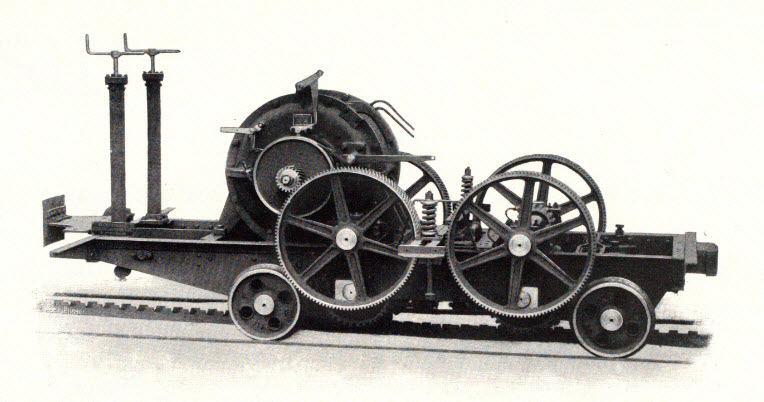
Innenleben einer Gornergratbahn-Lok

Die Gornergratbahn beschaffte 1898 vier Rowanzüge mit den Lokomotiven 1 bis 4. Die Lokomotiven hatten ein Gewicht von 10,5 t und ihre zwei Drehstrommotoren leisteten je 67 kW bei 800/min. Die Stromversorgung erfolgte mit Dreiphasenwechselstrom bei 40 Hz über zwei Fahrleitungen und dem Gleis. 1930 kam die Lokomotive 5 mit einem weiteren Rowanzug hinzu. Gleichzeitig wurde die Stromfrequenz auf 50 Hz erhöht. Die Lokomotiven 1 bis 4 erhielten stärkere Motoren. Die Höchstgeschwindigkeit beträgt 9 km/h. Auch wurde der Holzaufbau durch einen Stahlaufbau ersetzt. Die Lokomotiven 1 und 3 (heute 3001 und 3003) werden noch mit Dienstzügen eingesetzt. Die Lokomotive 2 (zuletzt 3002) steht als Denkmal in Stalden. Die Fahrzeuge 3001-3003 wurden in den Bestand von MGBahn-Historic aufgenommen.

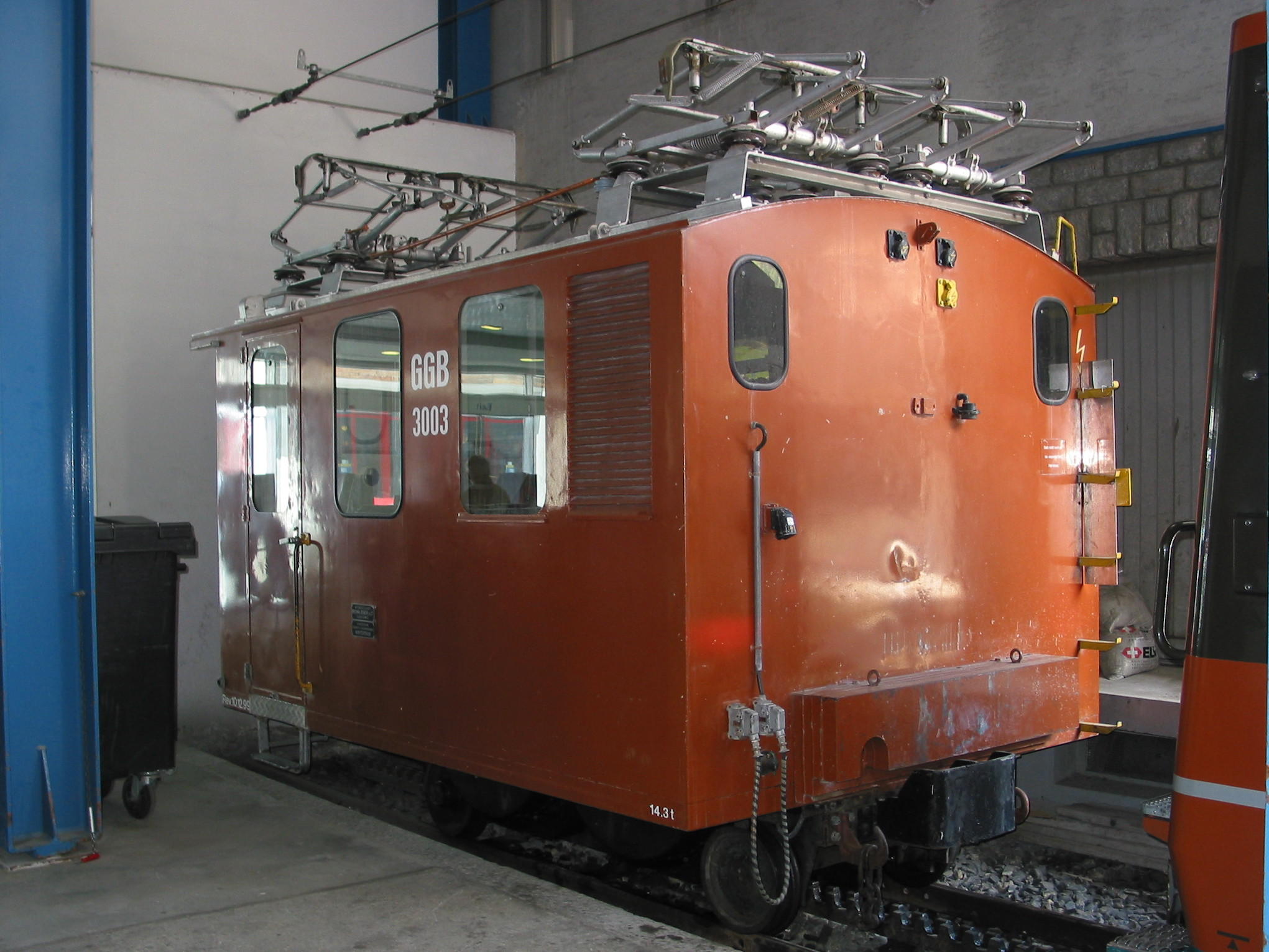
GGB He 2/2 3003

### Jungfraubahn

Modell eines Rowanzuges der Jungfraubahn aus dem Jahr 1906

Die Lokomotiven der Jungfraubahn bildeten mit den Wagen einen Rowanzug. Die Nummern 1 – 7 waren zwischen 4,38 und 4,52 Meter lang und wogen 14 Tonnen bis auf die Nr. 6, die 17 Tonnen wog. Sie hatten eine Höchstgeschwindigkeit von 9 km/h bei einer Dauerleistung zwischen 162 kW wie bei der Nr. 6 und 184 kW wie bei den Nr. 1 und 2 . Die ursprünglich für den Adhäsions- und Zahnradbetrieb eingerichteten Lokomotiven HGe 2/2 8 – 12 (1912, 24, 29) wurden 1950 bis 1952 zu He 2/2 umgebaut.
Die elektrische Ausrüstung wurde in verschiedenen Varianten ausgeführt. Die Lokomotive Nr. 4 war mit zwei sechspoligen Drehstrom-Asynchronmotoren mit Schleifringläufern ausgerüstet, die eine Dauerleistung von je 120 PS hatten. Bei Talfahrt wurden die Statorwicklungen der Fahrmotoren von einer Erregermaschine mit Gleichstrom versorgt, sodass in den Rotoren ein dreiphasiger Wechselstrom induziert wurde, der in den Bremswiderständen in Wärme umgewandelt wurde. Die Bremskraft konnte über die Veränderung des Widerstandswertes reguliert werden. Die Erregermaschine sass auf der Motorwelle von Fahrmotor 2.
Von den ehemals sieben Lokomotiven sind die Nummer 1 im Verkehrshaus Luzern und die Nummer 6 im Zahnradbahnmuseum Kořenov erhalten.

### Schynige Platte-Bahn

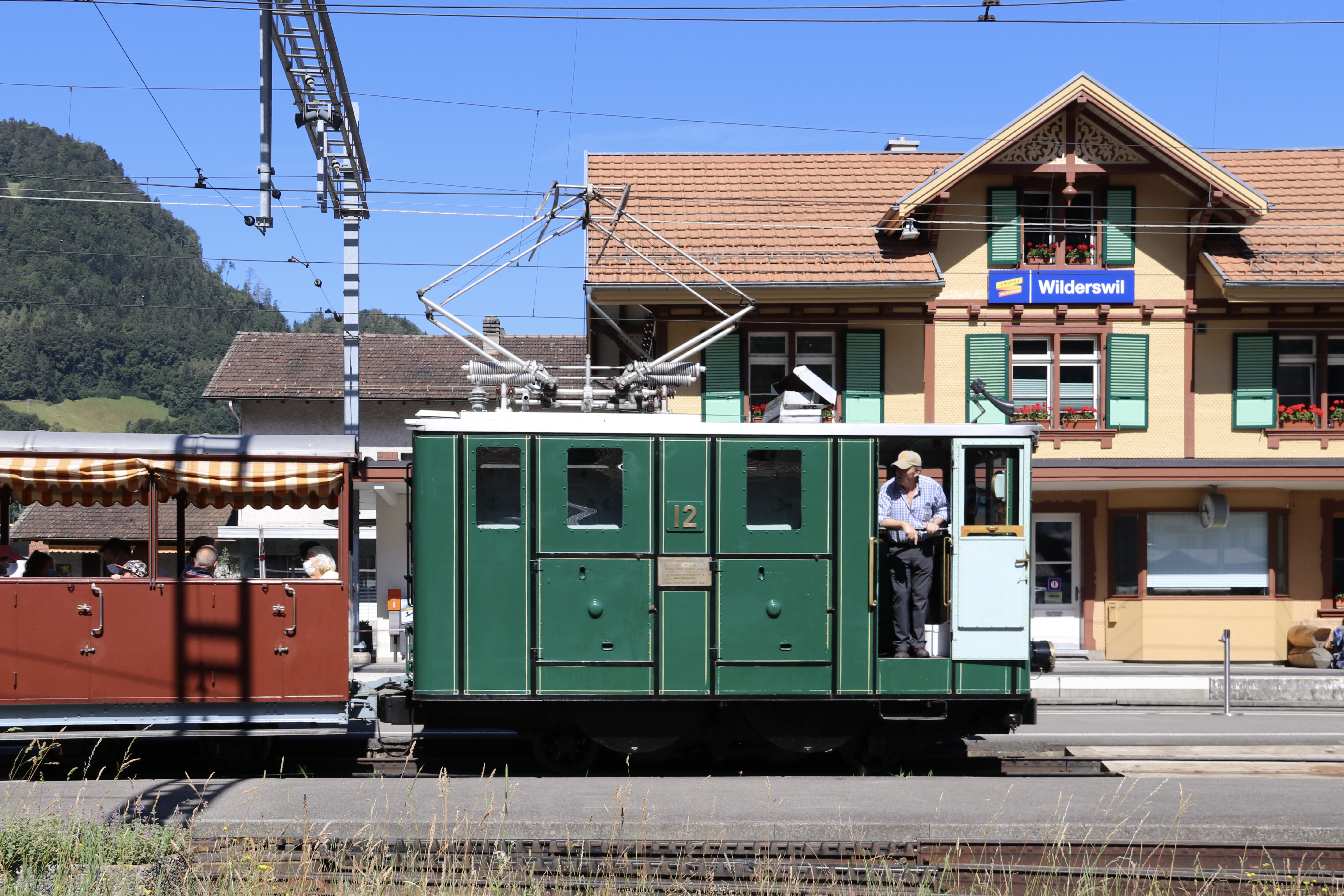
Historische original SPB He 2/2 12, 2020

Die bei der Schynige Platte-Bahn eingesetzten Lokomotiven weichen nur wenig voneinander ab. Alle Maschinen haben eine Länge von 5,74 Metern und eine Leistung von 220 kW. Die Nummern 11 – 14 haben gegenüber den übrigen Lokomotiven eine um 1 km/h höhere Höchstgeschwindigkeit von 12 km/h und wiegen 16,3 Tonnen statt 16 Tonnen.
Die Lokomotiven mit den Nummern 15 – 20 und 61 – 63 wurden von der Wengernalpbahn übernommen.

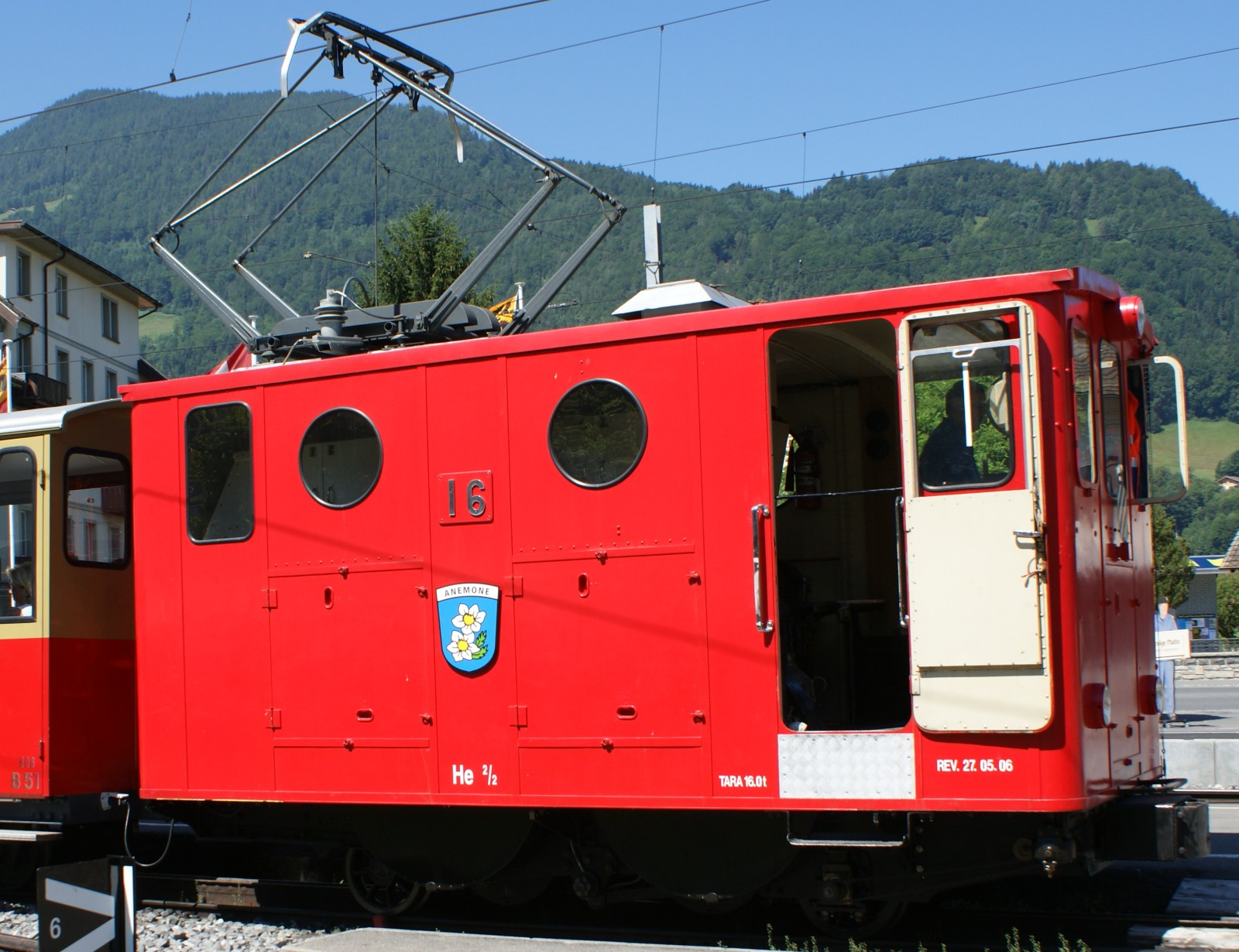
He 2/2 16 Anemone, ex WAB
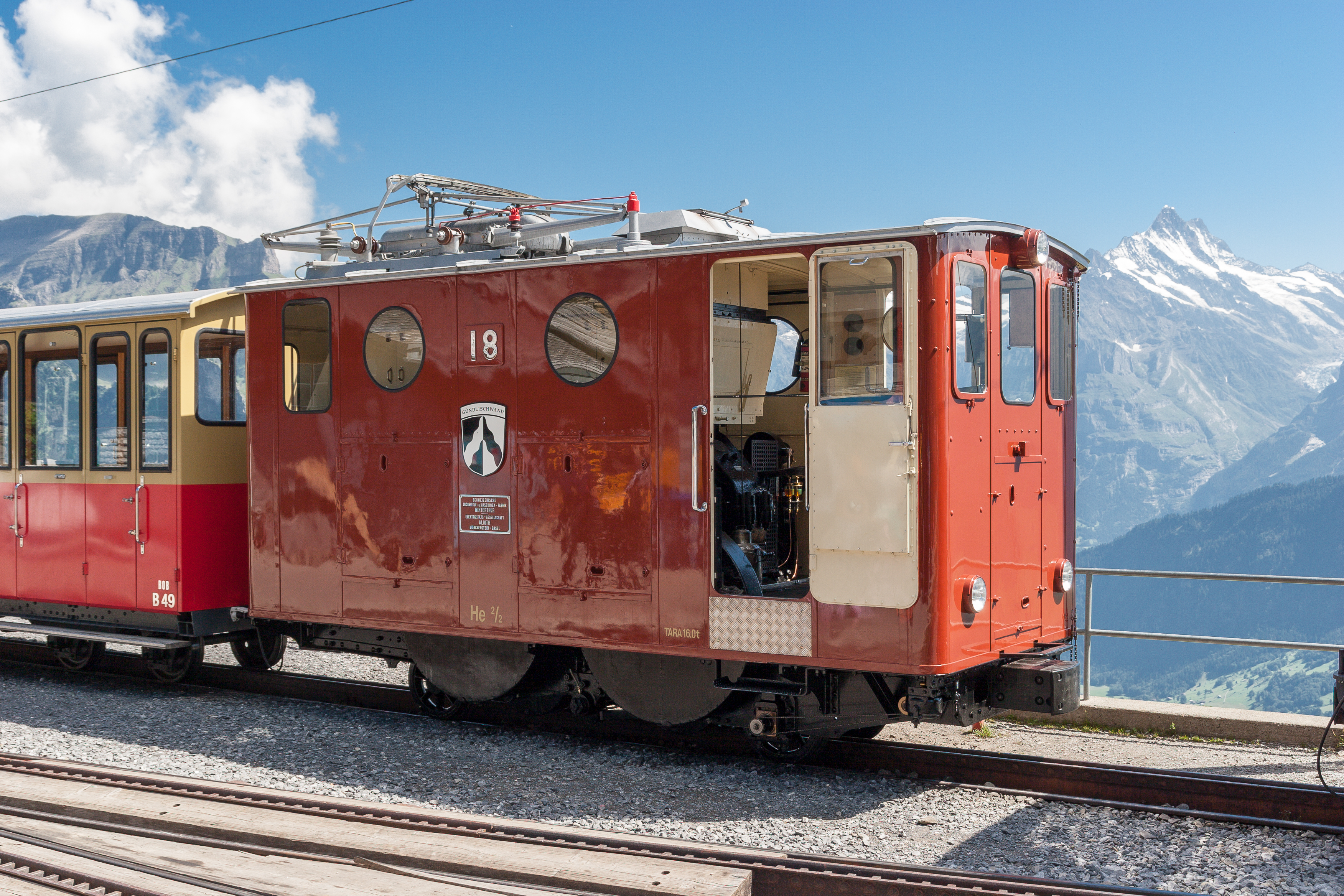
He 2/2 18 Gündlischwand, ex WAB
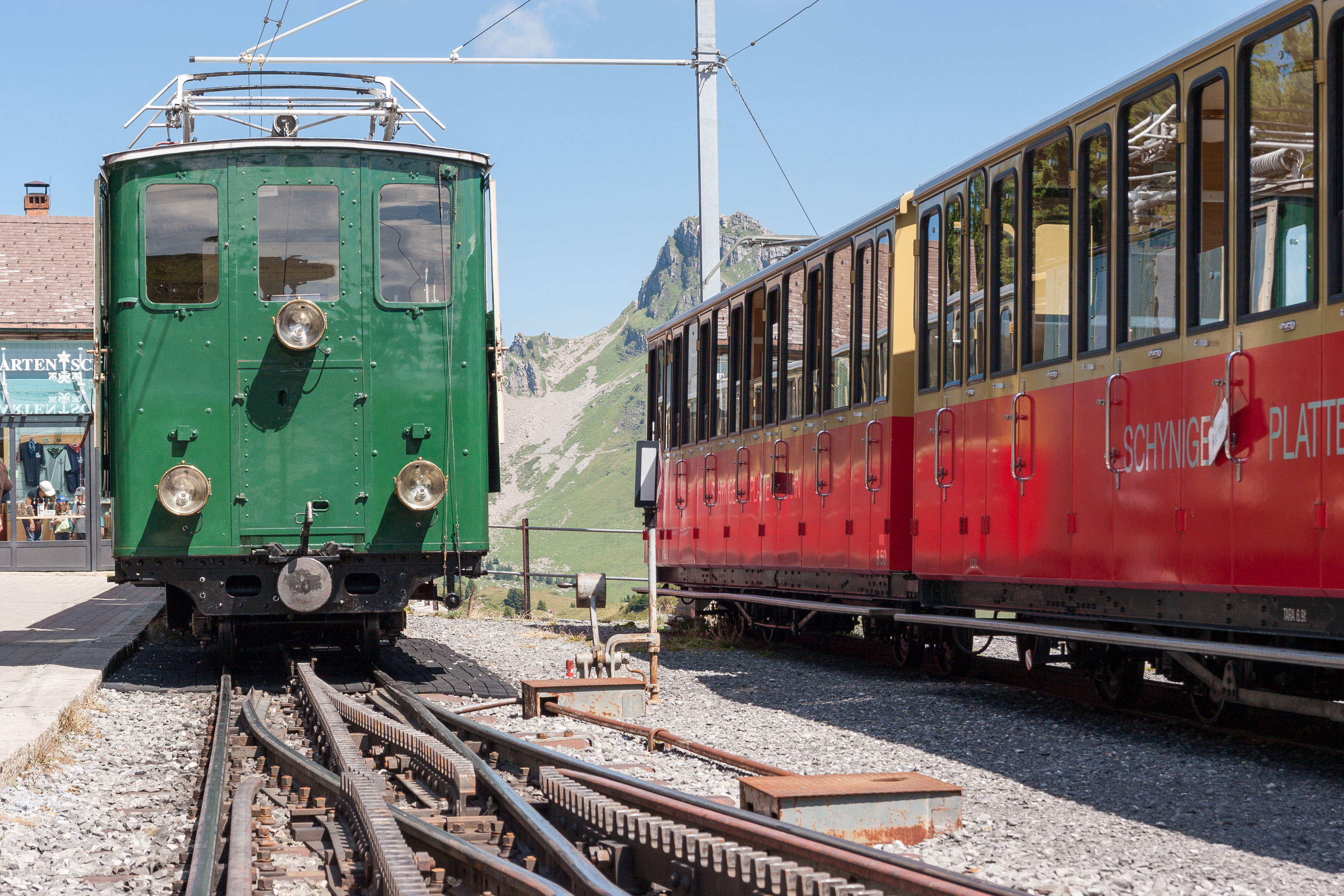
He 2/2 63, ex WAB

### Vitznau-Rigi-Bahn

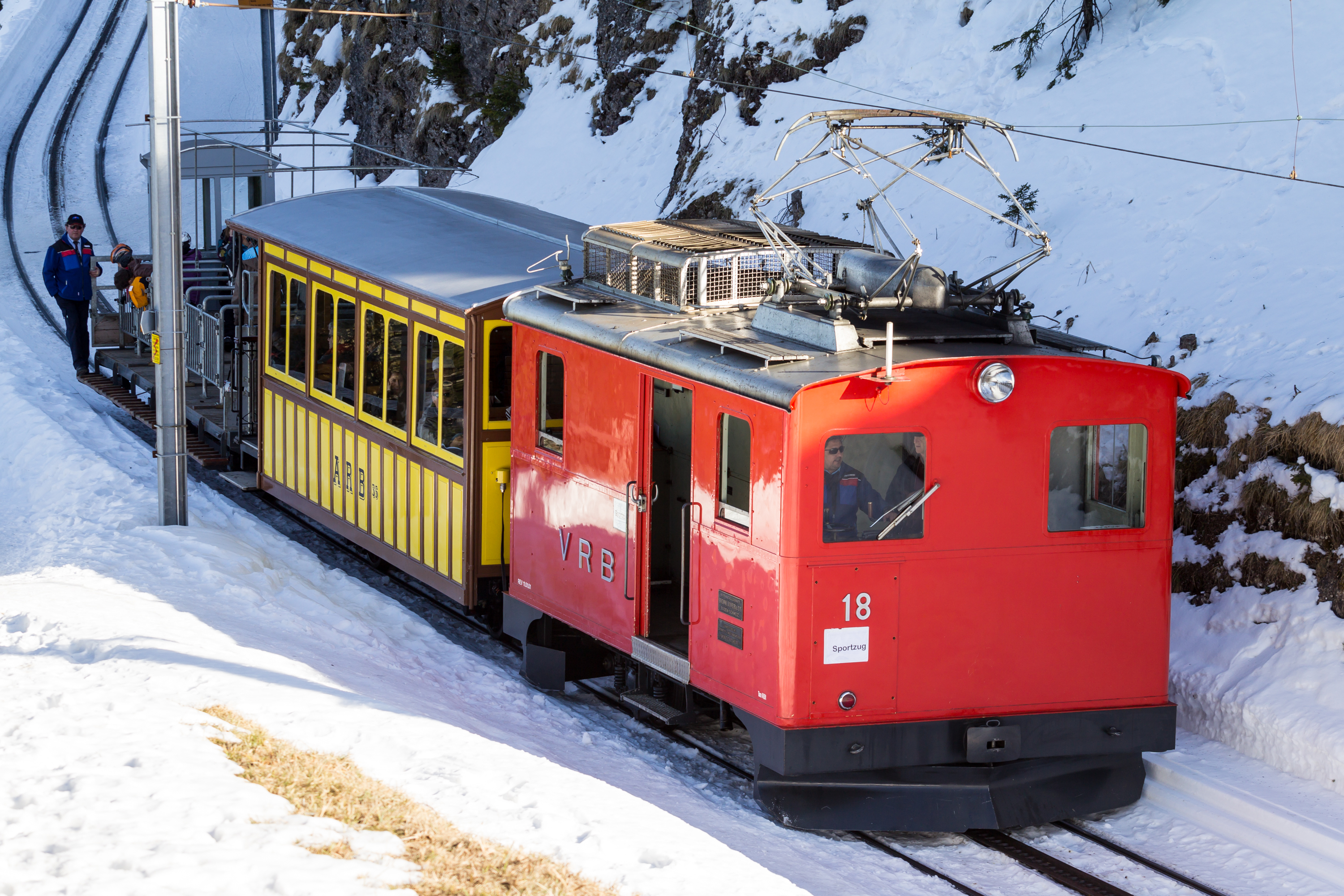
Nr. 18 mit Sportzug

Die Nummer 18 der Vitznau-Rigi-Bahn ist 6,13 Meter lang und hat eine Höchstgeschwindigkeit von 18 km/h. Ihr Gewicht beträgt 13,6 Tonnen, die Leistung 331 kW.

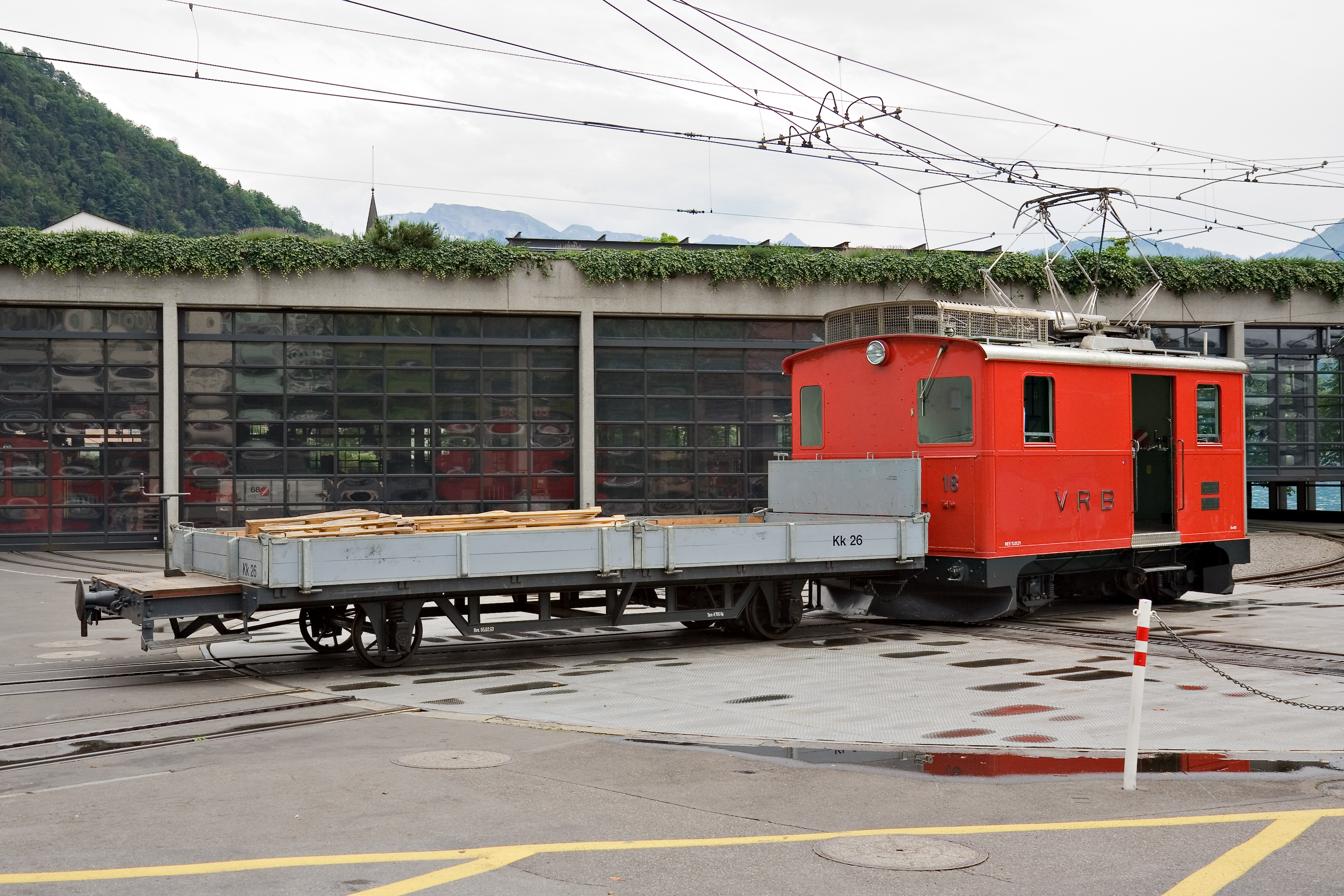
VRB Nr. 18 in Vitznau

### Wengernalpbahn

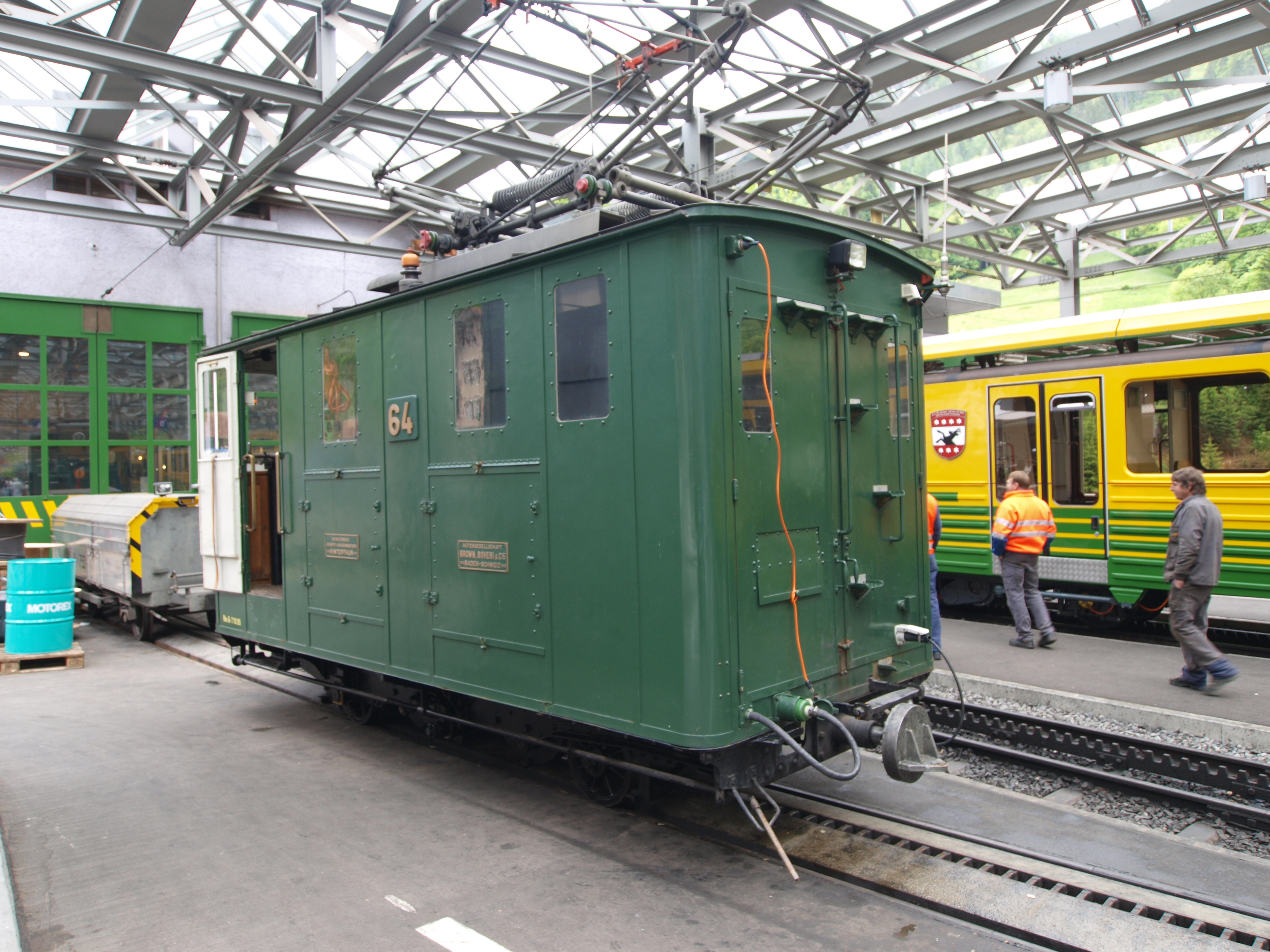
WAB Nr. 64

Die bei der Wengernalpbahn eingesetzten Lokomotiven der Serie He 2/2 weisen, abgesehen von den He 2/2 31 und 32 aus dem Jahr 1995, geringe aber gut sichtbare Unterschiede auf. So sind alle Maschinen 5,74 Meter lang und besitzen eine Höchstgeschwindigkeit von 11 km/h. Die Nummern 51 – 63 wiegen 16 Tonnen und haben eine Stundenleistung von 220 kW, die Lok 64 wiegt 16,5 Tonnen und hat eine Stundenleistung von 236 kW, ebenso die Lokomotive 65 mit einem Gewicht von 17 Tonnen. Die Lokomotiven mit den Nummern 55 – 63 wurden an die Berner Oberland-Bahnen (BOB) verkauft und werden von ihr auf der als Schynige Platte-Bahn (SBP) bezeichneten Schmalspur-Bahnstrecke der Berner Oberland-Bahnen von Wilderswil nach der Schynige Platte eingesetzt.

### Zahnradbahn Lausanne–Ouchy
Die 1958 gebauten Zahnradlokomotiven He 2/2 121 – 123 haben eine Länge von 6,25 Metern und ein Gesamtgewicht von 18,1 Tonnen. Sie hatten eine Stundenleistung von 464 kW und erreichten eine Höchstgeschwindigkeit von 32 km/h. Der mechanische Teil stammt von der Schweizerischen Lokomotivfabrik Winterthur, während der elektrische Teil von der Maschinenfabrik Oerlikon stammt. Zwei dieser Fahrzeuge pendelten, zusammen mit zwei Personenwagen, immer zwischen Flon und Ouchy, während die dritte Lokomotive und ein weiterer Personenwagen in Reserve war.